# وزارة نوري السعيد الأولى
تشكلت وزارة نوري السعيد الأولى أو الوزارة السعيدية الأولى كانت برئاسة نوري السعيد بتاريخ 23 آذار 1930 خلفا لوزارة ناجي السويدي.
شغل نوري السعيد منصب وزير الدفاع في الوزارة السابقة. وفي هذه الوزارة، لأول مرة يشغل عبد الله الدملوجي منصب وزير خارجية بعد أن كان رئيس الوزراء هو من يشغل المنصب في الحكومات السابقة.

## تشكيلة الوزارة
تأسست الوزارة في 23 آذار 1930، واستمرت حتى 19 تشرين الأول 1931، وكانت كما يلي:
- رئيس الوزراء: نوري السعيد
- وزير الخارجية: نوري السعيد حتى 18 تشرين الأول 1930، ثم شغل المنصب عبد الله الدملوجي
- وزير الداخلية: جميل المدفعي، شغل مزاحم الباجه جي المنصب في 25 نيسان 1931 واستقال في 13 تشرين الأول 1931
- وزير المالية: علي جودت الأيوبي، استقال في 30 أيلول 1930 فخلفه رستم حيدر
- وزير العدلية: جمال رشيد بابان
- وزير الدفاع: جعفر العسكري، لاحقا شغل منصب رئيس مجلس النواب فخلفه نوري السعيد
- وزير المواصلات والأشغال: جميل الراوي
- وزير المعارف: عبد الحسين الجلبي